# Нікольське (Аургазинський район)
Ні́кольське (рос. Никольское, башк. Никольский) — село у складі Аургазинського району Башкортостану, Росія. Входить до складу Ісмагіловської сільської ради.
Населення — 18 осіб (2010; 37 в 2002).
Національний склад:
- росіяни — 95%